# Celejów (województwo mazowieckie)
Celejów – wieś sołecka w Polsce położona w województwie mazowieckim, w powiecie garwolińskim, w gminie Wilga.
| SIMC    | Nazwa           | Rodzaj    |
| ------- | --------------- | --------- |
| 0693813 | Kępa Zalewska   | część wsi |
| 0693820 | Wola Celejowska | część wsi |

Wieś szlachecka Celejewo położona była w drugiej połowie XVI wieku w powiecie garwolińskim ziemi czerskiej województwa mazowieckiego.
W latach 1975–1998 miejscowość administracyjnie należała do województwa siedleckiego.
Tutejsi wierni Kościoła rzymskokatolickiego należą do parafii Wniebowzięcia Najświętszej Maryi Panny w Wildze.